# Deutscher Schafkopf
Das Deutsche Schafkopf ist ein altes deutsches Kartenspiel und gilt als eines der Vorläufer der heute populären Spiele Skat, Doppelkopf und Bayerischer Schafkopf.
Heute wird es in seiner ursprünglichen Form kaum mehr gespielt, jedoch existieren eine Anzahl regionaler Weiterentwicklungen.
Mit „Schafkopf“ war auch einst im Hessen auch das Kartenspiel Schwarzer Peter gemeint.

## Karten und Trümpfe

### Spielmaterial
Das Deutsche Schafkopf wurde mit 4 Mitspielern und 32 Karten gespielt, je nach Region mit dem deutschen oder französischen Blatt.
| Farben des französischen Blattes |      |       |        |
| Karo                             | Herz | Pik   | Kreuz  |
| ♦                                | ♥    | ♠     | ♣      |
| Farben des deutschen Blattes     |      |       |        |
| Schellen                         | Herz | Blatt | Eichel |
|                                  |      |       |        |

### Augenzahl
| französisches Blatt | französisches Blatt | deutsches Blatt | deutsches Blatt |       |
| Karte               | Symbol              | Karte           | Symbol          | Augen |
| Ass                 | A                   | Daus            | A / (ohne)      | 11    |
| Zehn                | 10                  | Zehn            | 10              | 10    |
| König               | K                   | König           | K               | 4     |
| Dame                | D                   | Ober            | O               | 3     |
| Bube                | B                   | Unter           | U               | 2     |
| Neun                | 9                   | Neun            | 9               | 0     |
| Acht                | 8                   | Acht            | 8               | 0     |
| Sieben              | 7                   | Sieben          | 7               | 0     |

### Stichkraft
Die Reihenfolge der Kartenwerte lautet in den einzelnen Farben (beginnend mit dem höchsten Kartenwert):
Ass (Daus) > König > Dame (Ober) > 10 > 9 > 8 > 7
Die Hierarchie der Kartenwerte und die Rangfolge innerhalb der Trümpfe sind ähnlich wie beim bayerischen Schafkopf und beim Skat.
Allerdings rangieren beim deutschen Schafkopf die Zehnen sowohl in der Trumpffarbe als auch in den übrigen Farben zwischen Dame bzw. Ober und Neun, obwohl die Zehnen 10 Augen zählen.

### Trümpfe
| Deutsches Bild                    |                |                |                |
| Ständige Trümpfe                  |                |                |                |
| U U                               |                |                |                |
| Zusätzliche variable Trumpffarben |                |                |                |
| Eichel                            | Blatt          | Herz           | Schellen       |
| A K O 10 9 8 7                    | A K O 10 9 8 7 | A K O 10 9 8 7 | A K O 10 9 8 7 |
| Französisches Bild                |                |                |                |
| Ständige Trümpfe                  |                |                |                |
| B B                               |                |                |                |
| Zusätzliche variable Trumpffarben |                |                |                |
| Kreuz                             | Pik            | Herz           | Karo           |
| A K D 10 9 8 7                    | A K D 10 9 8 7 | A K D 10 9 8 7 | A K D 10 9 8 7 |

Als höchste Trümpfe fungieren wie beim Skat die 4 Buben bzw. Unter in der Reihenfolge Kreuz, Pik, Herz und Karo bzw. Eichel, Blatt, Herz und Schellen. Die weiteren Trümpfe werden bei der Spielansage durch Nennung der Trumpffarbe vom Spieler bestimmt. Die Karten der Trumpffarbe folgen dann in der beschriebenen Reihenfolge (siehe oben).

## Spielpartner
Das deutsche Schafkopf ist ein Partnerspiel; im Unterschied zum bayerischen Schafkopf oder Doppelkopf werden jedoch die Partner nicht erst im Verlauf des Spiels ermittelt, sondern stehen, wie beim Bridge, von vornherein fest: Die jeweils über Kreuz sitzenden Spieler spielen automatisch zusammen. Die Sitzordnung wird durch das Ziehen von Spielkarten vor Spielbeginn bestimmt: Diejenigen Spieler, die die beiden höchsten Karten gezogen haben setzen sich einander gegenüber. In einer anderen Variante spielen die beiden Besitzer der schwarzen Damen (Eichel-Ober und Grün-Ober) zusammen (siehe unten).

## Spielweise

### Kartenverteilung
Nach dem Mischen und Abheben werden jedem Spieler insgesamt acht Spielkarten (in zwei Würfen zu jeweils vier Karten) im Uhrzeigersinn zugeteilt.

### Spielansage beim Partnerspiel
Darauf erfolgt ebenfalls im Uhrzeigersinn die Spielansage. Dabei meldet jeder Spieler die maximal mögliche Anzahl an Trümpfen, die er durch Addition der Buben und der längsten Farbe seines Blatts erreichen kann („Ich melde x Trümpfe“). Bei maximal vier möglichen Trümpfen muss gepasst werden.
Der Spieler mit der höchsten Anzahl an möglichen Trümpfen übernimmt das Spiel und darf die Trumpffarbe bestimmen.
Melden zwei Spieler die gleiche Anzahl an möglichen Trümpfen, so entscheidet die in der Addition höhere Augenzahl der Trümpfe („Ich melde x Trümpfe mit y Punkten“); ist auch diese Zahl gleich, entscheidet der höhere Trumpf (i. d. R. der höhere Bube).

### Zugaberegeln
Eine angespielte Farbe muss stets bedient werden. Nur wenn ein Spieler keine passende Farbe auf der Hand hält, darf er entweder eine Trumpfkarte spielen oder eine Spielkarte einer beliebigen anderen Farbe abwerfen.
Auch angespielte Trümpfe müssen stets mit Trumpf bedient werden.
Einen Zwang zum Stechen gibt es beim Deutschen Schafkopf nicht.

### Zwangsspiel
Kann keiner der Spieler mindestens fünf Trümpfe melden, muss der Spieler mit dem Kreuz-Buben (Eichel-Unter) das Spiel übernehmen; bei Verlust wird dieses Zwangsspiel nur einfach gewertet.

### Solospiele
Wie beim bayerischen Schafkopf und beim Doppelkopf sind auch beim deutschen Schafkopf Solospiele möglich. Hierbei spielt ein Solospieler gegen die übrigen drei Spieler.

## Abrechnung

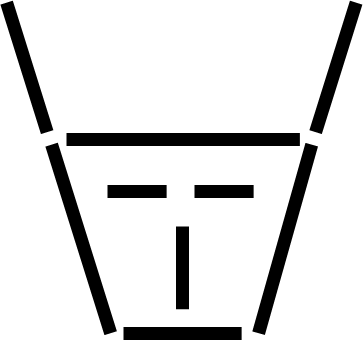
Der "Schafkopf"

Die Spielabrechnung erfolgt durch Striche, wobei neun Striche zusammen einen Schafkopf bilden: Vier zu einem Rechteck angeordnete Striche bilden den Kopf-Grundriss, zwei die Augen, zwei weitere die Hörner und ein einzelner Strich in der Mitte symbolisiert die Nase des Schafkopfs.
Es gibt drei Gewinnstufen:
- Einfacher Gewinn (61 bis 89 Augen erreicht): Trumpf bestimmende Partei erhält einen Strich, nicht spielende Partei zwei Striche
- Mit Schneider gewonnen (mehr als 90 Augen erreicht): Trumpf bestimmende Partei erhält zwei Striche, nicht spielende Partei vier Striche
- Schwarz gewonnen (Gegner haben keinen Stich): Trumpf bestimmende Partei erhält neun Striche, nicht spielende Partei ebenso neun Striche (Neun Striche entsprechen einem ganzen Schafkopf).

Bei einem Zwangsspiel allerdings wird die nicht spielende Partei genauso wie die spielende Partei abgerechnet.

## Varianten
Das beschriebene Spiel ist nur eine Form des deutschen Schafkopfs; wie auch beim bayerischen Schafkopf gibt bzw. gab es einen großen Variantenreichtum, über den sich allerdings kaum schriftliche Dokumente finden lassen.
Eine Weiterentwicklung des deutschen Schafkopfs ist beispielsweise der im pfälzischen Erfweiler gespielte Bauernstoß.
In einem Spielregelbuch aus der DDR finden sich folgende Varianten des Deutschen Schafkopfs:
1. Klassischer Schafkopf: wie beschrieben, Buben/Wenzel sind immer Trumpf, der Inhaber des so genannten Alten (Kreuz-Bube bzw. Eichel-Unter) muss die Trumpffarbe bestimmen, wenn alle passen bzw. bei weniger als 5 Trümpfen nicht reizen können.
2. Schafkopf mit sechs (acht) Wenzeln und wechselndem Trumpf: Kreuz-Dame (Eichel-Ober) und Pik-Dame (Grün-Ober) (und Herz-Dame (Rot-Ober) und Karo-Dame (Schellen-Ober)) werden zu Trümpfen erklärt und überstechen den Alten. Der Inhaber des Alten bestimmt die Trumpffarbe, falls sie nicht vorher durch Reizung bestimmt werden konnte.
3. Schafkopf mit vier (sechs, acht) Wenzeln und bleibendem Trumpf: Buben/Wenzel (plus die 2 höchsten Damen/Ober bzw. alle 4) und Karo/Schellen sind immer Trumpf.